# Gaucelmus cavernicola
Gaucelmus cavernicola är en spindelart som först beskrevs av Alexander Petrunkevitch 1910.  Gaucelmus cavernicola ingår i släktet Gaucelmus och familjen grottspindlar.
Artens utbredningsområde är Jamaica. Inga underarter finns listade i Catalogue of Life.